# Ryan Tyack
Ryan Tyack (Nambour, 2 juni 1991) is een Australisch boogschutter.

## Carrière
Tyack nam in 2016 deel aan de Olympische Spelen waar hij in de eerste ronde verliest van de Belg Robin Ramaekers. In de teamcompetitie won hij brons samen met Alec Potts en Taylor Worth.
Hij nam deel aan de wereldkampioenschappen outdoor in 2015, 2017 en 2019; hij geraakte nooit verder dan de derde ronde. Aan de wereldkampioenschappen indoor deed hij mee in 2014 en 2018; in 2014 wist hij goud te veroveren maar in 2018 moest hij tevreden zijn met zilver in de teamcompetitie.
Verder wist hij in de World Cup in 2014 in Shanghai een zilveren medaille te winnen in de teamcompetitie, in 2018 wist hij in Berlijn een bronzen medaille te veroveren. In 2019 in Medellín weet hij terug zilver te veroveren. Hij nam ook deel aan de Olympische Spelen in 2021 waar hij in de tweede ronde verloor van de Turk Mete Gazoz. 

## Erelijst

### Olympische Spelen
Individueel
- 2016: 1e ronde (verloren van Robin Ramaekers met 2-6)
- 2020: 2e ronde (verloren van Mete Gazoz met 3-7)

Team
- 2016:  Rio de Janeiro

### Wereldkampioenschap
Individueel
- 2011: 2e ronde (verloren van Xing Yu met 3-7)
- 2012: 2e ronde (verloren van Brady Ellison met 3-7) (indoor)
- 2013: 2e ronde (verloren van Jay Lyon met 5-6)
- 2014:  (gewonnen van Viktor Roeban met 6-4) (indoor)
- 2015: 2e ronde (verloren van Jon Chol met 5-6)
- 2017: 1e ronde (verloren van Steve Wijler met 2-6)
- 2018: 37e kwalificatie (indoor)
- 2019: 3e ronde (verloren van Ruman Shana met 4-6)
- 2023: 3e ronde (verloren van Kim Woo-jin met 5-6)

Team
- 2018:  Yankton (indoor)

### Pacifische Spelen
Individueel
- 2023:  Honiara (gewonnen van Peter Boukouvalas met 7-1)

Gemengd
- 2023:  Honiara

### World Cup
Individueel
- 2022:  Antalya (verloren van Miguel Alvariño met 0-6)

Team
- 2014:  Shanghai
- 2018:  Berlijn
- 2019:  Medellín